# Droga wojewódzka 590
Die Droga wojewódzka 590 (DW 590) ist eine Woiwodschaftsstraße in Polen. Auf einer Länge von 61 Kilometern verläuft sie in Nord-Süd-Richtung innerhalb der Woiwodschaft Ermland-Masuren und verbindet die Orte Barciany (Barten), Korsze (Korschen) und Reszel (Rößel) im Powiat Kętrzyński (Kreis Rastenburg) mit Biskupiec (Bischofsburg) im Powiat Olsztyński (Kreis Allenstein). Außerdem ist die DW 590 Bindeglied zwischen den Landesstraßen DK 16 und DK 57 sowie den Woiwodschaftsstraßen DW 591, DW 592, DW 593, DW 594 und DW 596.
Zwischen Kocibórz (Kattmedien) und Biskupiec (Bischofsburg) verläuft die DW 590 auf der Trasse der ehemaligen deutschen Reichsstraße 141.

## Streckenverlauf
Woiwodschaft Ermland-Masuren:
Powiat Kętrzyński (Kreis Rastenburg):
- Barciany (Barten) (Anschluss: → : Mrągowo (Sensburg)−Kętrzyn (Rastenburg) ↔ Michałkowo (Langmichels))
- Radosze (Freudenberg)
- Drogosze (Dönhofstädt), früher: Wilkowo Wielkie (Groß Wolfsdorf)
- Pomnik (Pomnick)
- Parys (Paaris)
- Glitajny (Glittehnen)
- Kałmy (Kollmen)
- Korsze (Korschen)
- Podlechy (Podlechen)
- Długi Lasek (Langwäldchen) (Anschluss → : Bartoszyce (Bartenstein) ↔ Kętrzyn (Rastenburg)–Giżycko (Lötzen))
- Wandajny (Wandehnen)
- Gudniki (Gudnick)
- Worpławki (Worplack)
- Dębnik (Damerauwald)
- Reszel (Rößel) (Anschluss → : Bisztynek (Bischofstein)– ↔ Święta Lipka (Heiligelinde)–Kętrzyn (Rastenburg))
- Robawy (Robawen, 1938–1945 Robaben) (Anschluss: : Miłakowo (Liebstadt)– Dobre Miasto (Guttstadt)–Jeziorany (Seeburg)–Lutry (Lautern) → Robawy)
- Kocibórz (Kattmedien)
- Łężany (Loßainen)
- Wola (Dürwangen)

Powiat Olsztyński (Kreis Allenstein):
- Bredynki (Bredinken)
- Adamowo (Adamshof)
- Biskupiec (Bischofsburg) (Anschluss: → : Dolna Grupa (Nieder Gruppe)–Grudziądz (Graudenz)–Ostróda (Osterode in Ostpreußen) ↔ Mrągowo (Sensburg)–Ełk (Lyck)–Ogrodniki → Litauen), → : Bartoszyce (Bartenstein)–Bisztynek (Bischofstein) ↔ Szczytno (Ortelsburg)–Kleszewo, → : Mnichowo (Groß Mönsdorf)–Kabiny (Kabienen) →Biskupiec